# The Irresistible Lover
The Irresistible Lover è un film muto del 1927 diretto da William Beaudine. Adattato per lo schermo da Edward Ludwig e James J. Tynan, il film - prodotto dalla Universal Pictures - aveva come interpreti Norman Kerry, Lois Moran, Gertrude Astor, Lee Moran, Myrtle Stedman, Phillips Smalley, Arthur Lake, Walter James, George C. Pearce.

## Trama
J. Harrison Gray, un giovane e ricco dongiovanni, si trova coinvolto contemporaneamente con cinque donne diverse. Prima con Dolly, una ballerinetta del corpo di ballo che ha dei progetti su di lui ma che ha un incidente, finendo sotto un'auto. Gray, nel frattempo, si distrae nel guardare Betty, una bella passante, e pure lui finisce sotto una macchina. Si sveglia in ospedale, accanto a Betty, l'amore appena trovato. Ma viene reclamato dalla signora Brown, che lo porta a casa sua. Per evitare la reazione del marito irato, Gray dichiara di essere fidanzato a Dolly. Betty lo invita poi a cena, dove suo padre, leggendo sul giornale del fidanzamento, dichiara la sua avversione per quel dongiovanni, ignorando che si tratta proprio del suo ospite. Ne segue una serie di equivoci e complicazioni: il fratello di Betty, alleato con l'irato mister Brown, minaccia Gray costringendolo alla fine a portare all'altare la sua Betty.

## Produzione
Il film fu prodotto dalla Universal Pictures su un soggetto dal titolo Too Many Women. Mentre i dati del copyright riportano che il soggetto è da accreditare a Joseph Franklin Poland, altre fonti - incluse Variety - accreditano Evelyn Campbell.

## Distribuzione
Il copyright del film, richiesto dalla Universal Pictures Corp., fu registrato il 15 luglio 1927 con il numero LP24201.
Distribuito dalla Universal Pictures, il film fu presentato in prima a New York il 18 ottobre 1927, uscendo nelle sale statunitensi il 21 ottobre 1927. Nel Regno Unito, fu distribuito il 23 giugno 1928 dalla European Motion Picture Company. In Brasile, il film uscì con il titolo O Amante Irresistível; in Spagna, con quello di El galán irresistible.
Non si conoscono copie ancora esistenti della pellicola che viene considerata presumibilmente perduta.